# Disney.com
Disney.com es un sitio web operado por Disney Digital Network y le pertenece a The Walt Disney Company, este promueve varias propiedades de Disney así como películas, shows de televisión y resorts de parques temáticos, ofrece contenido entretenido para niños y familias.
Por años Disney.com ha sido un sitio web muy popular: una encuesta realizada en abril de 1998 reveló que Disney.com tenía alrededor del 10%  más visitantes que ABCNews.com y combinados los sitios de Disney/Infoseek eran segundos en el tráfico web al líder Yahoo!  ese mes.
El portal actual es el segundo esfuerzo de Disney por tener un portal en la web, el primero terminó con la pérdida de go.com.
El 21 de septiembre de 2011, el contenido de Disney.com fue lanzado como un canal gratis disponible a través del reproductor Roku. Es el primer reproductor que hasta ahora permite la visualización a través de un televisor.

## Historia
Disney.com fue registrado por primera vez el 21 de marzo de 1990. El 12 de febrero de 1996, un adelanto de 10 días de Disney.com es lanzado a través America Online y Netscape.
En enero de 2007 el CEO de Disney Bob Iger anunció una importante revisión de Disney.com en el Consumer Electronics Show. El anuncio cambio y puso un pesado énfasis en un reproductor de vídeo integrado. También se anunciaron otros cambios para ordenar el contenido basado en la demografía de los visitantes y la adición de características de red social que sería monitoreado por el contenido adecuado.
El nuevo diseño del sitio web fue revelado en febrero del 2007. Este incluía un nuevo serivcio llamado Disney Xtreme Digital (Disney XD), el cual permitía a los miembros comunicar e interactuar con otros en cuartos de chat. Los usuarios estaba limitados a elegir frases y la habilidad de crear su propia página de Disney XD, lo cual nosotros llamamos canales.  Disney XD permitía a los usuarios observar episodios completos del canal de Disney y otros videos, jugar en línea con quizzes y juegos, escuchar la Radio Disney y ver previamente nuevas películas y álbumes de música. Esto incluía otra característica llamada Shop DXD. Tienda DXD utiliza una moneda interna llamada puntos-D, que los usuarios podrían ganar al jugar juegos y actividades en el sitio web. Los puntos-D podrían utilizarse para comprar artículos tales como fondos y frases para los canales o salas de chat para los usuarios. El servicio sólo estaba disponible en los Estados Unidos y el Reino Unido.
La iniciativa de Disney XD fue más tarde enfatizada y dividida en My Pages para páginas y Homeroom para episodios de televisión. El nombre de Disney XD fue más tarde reciclado por el grupo Disney-ABC Television, otra división de The Walt Disney Company para lanzar Disney XD, una cadena de televisión relacionada lanzó el 13 de febrero de 2009 como el sucesor Toon Disney. Ellos más tarde agregaron Disney Create al sitio web, una galería de arte que los usuarios podían usar para dibujar y publicar sus obras de arte. Disney Create cerro el primero de mayo de 2014.
A partir de los mediados de 2009, se cambiaron las políticas de la web consiguiendo la mayor redirección a todos los sitios del mundo. Todo el mundo se queja por la redirección desde Disney.com. Están disponibles los archivos de ese sitio web en web.archive.org.